# Den fria viljan (film)
Den fria viljan (originaltitel: Der freie Wille) är en tysk dramafilm från 2006 i regi av Matthias Glasner.

## Medverkande (i urval)
- Jürgen Vogel – Theo Stoer
- Sabine Timoteo – Netti Engelbrecht
- André Hennicke – Sascha